# Tomášovský výhľad

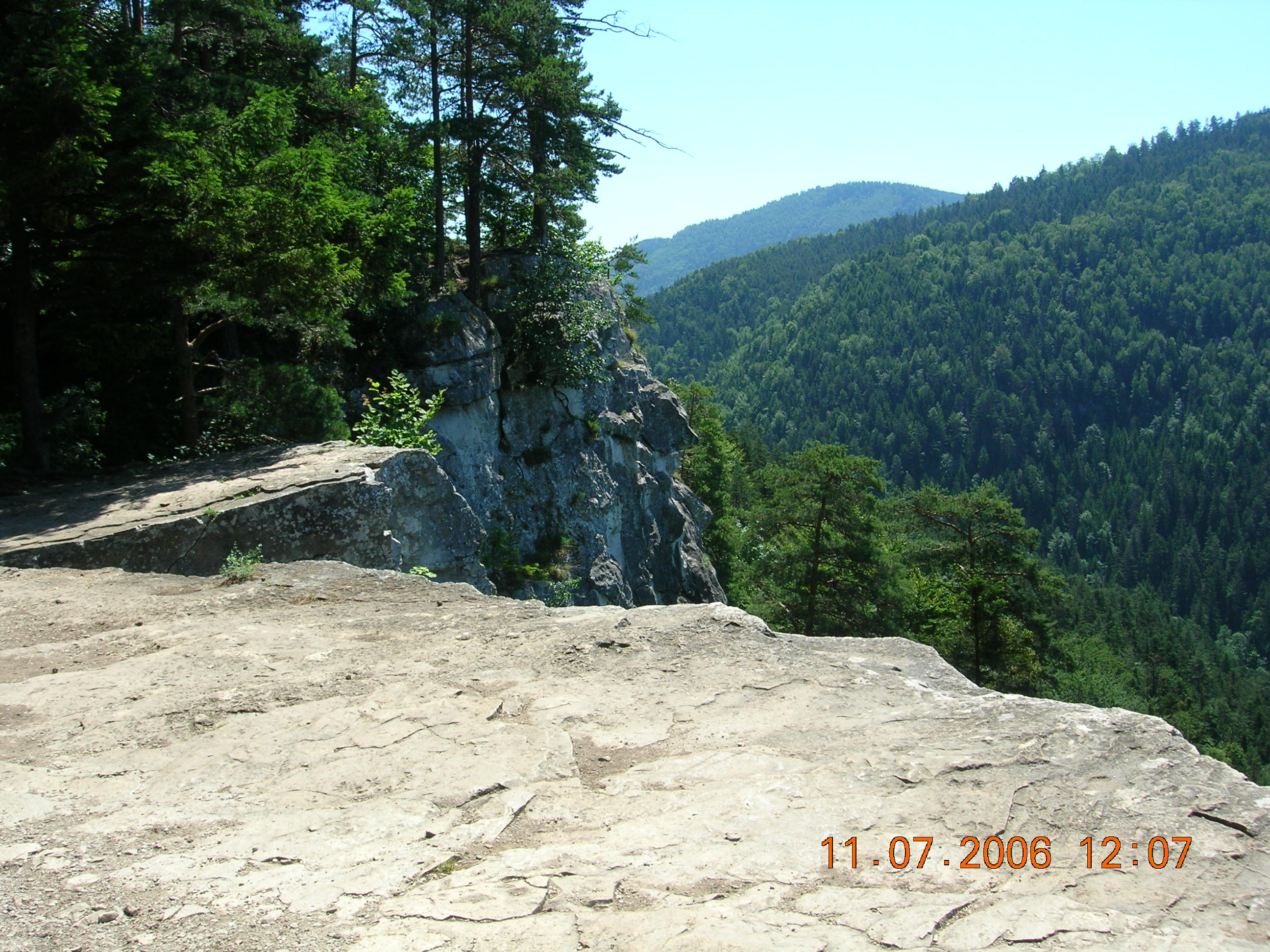
Vista dall'Tomášovský výhľad verso Čingov

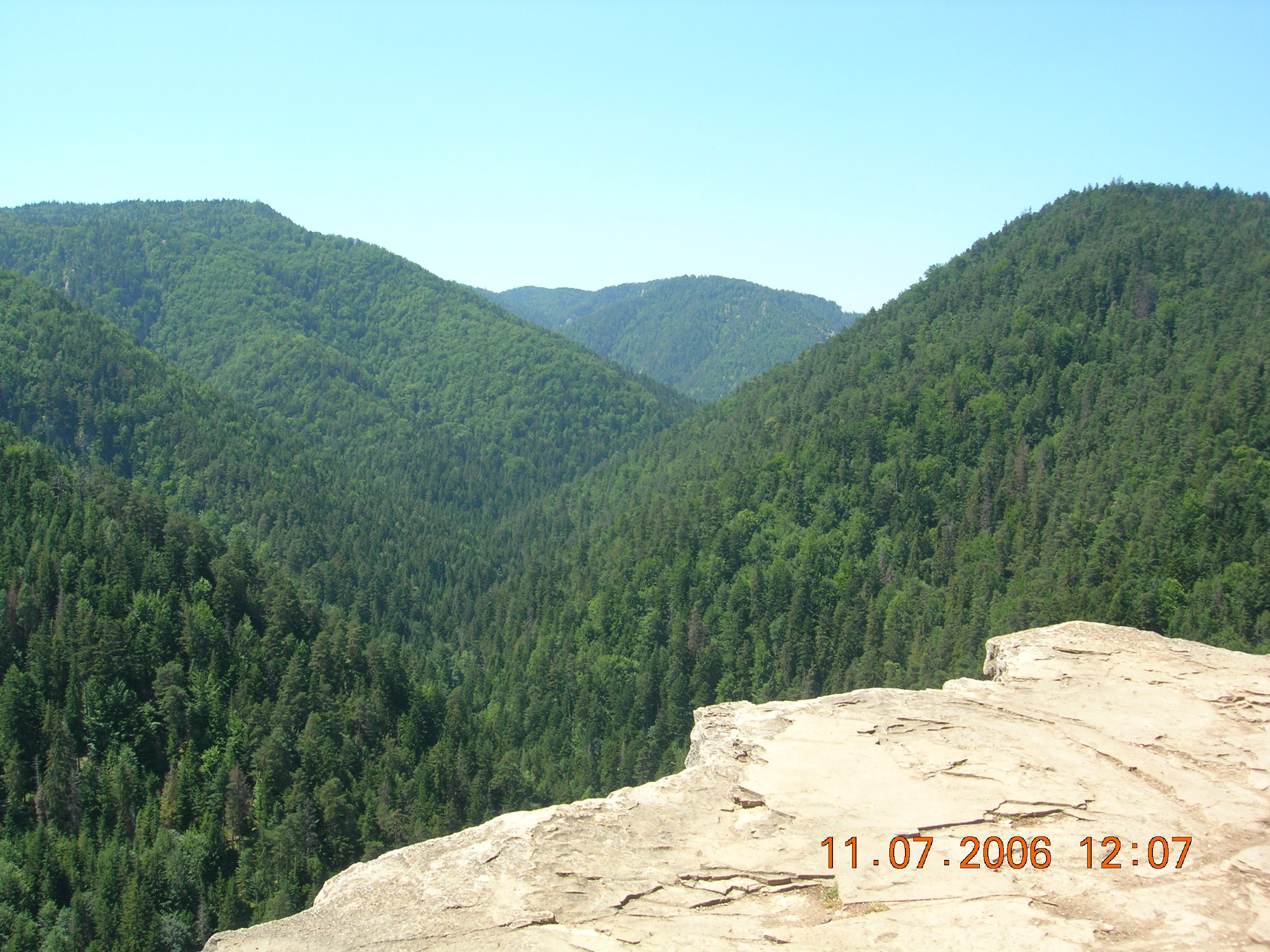
Vista dall'Tomášovský výhľad verso Tomašovská Belá

Il Tomášovský výhľad /'tɔmaːʂɔuskiː ʋiːɦʎad/ (680 m slm; in italiano: Vista di Tomášovce) è un costone roccioso a forma di terrazza nel Paradiso slovacco, sul versante meridionale di Ludmanka. Offre una vista della valle del Biely potok, del Prielom Hornádu e del Alti Tatra. Viene anche utilizzato come terreno di pratica per l'arrampicata.

## Nella cultura popolare
Il Tomášovský výhľad apparso nel film Dragonheart (1996) e Perinbaba a Dva svety (2023).

## Accesso
- lungo il  marchio da Spišské Tomášovce